# Ti-6Al-4V

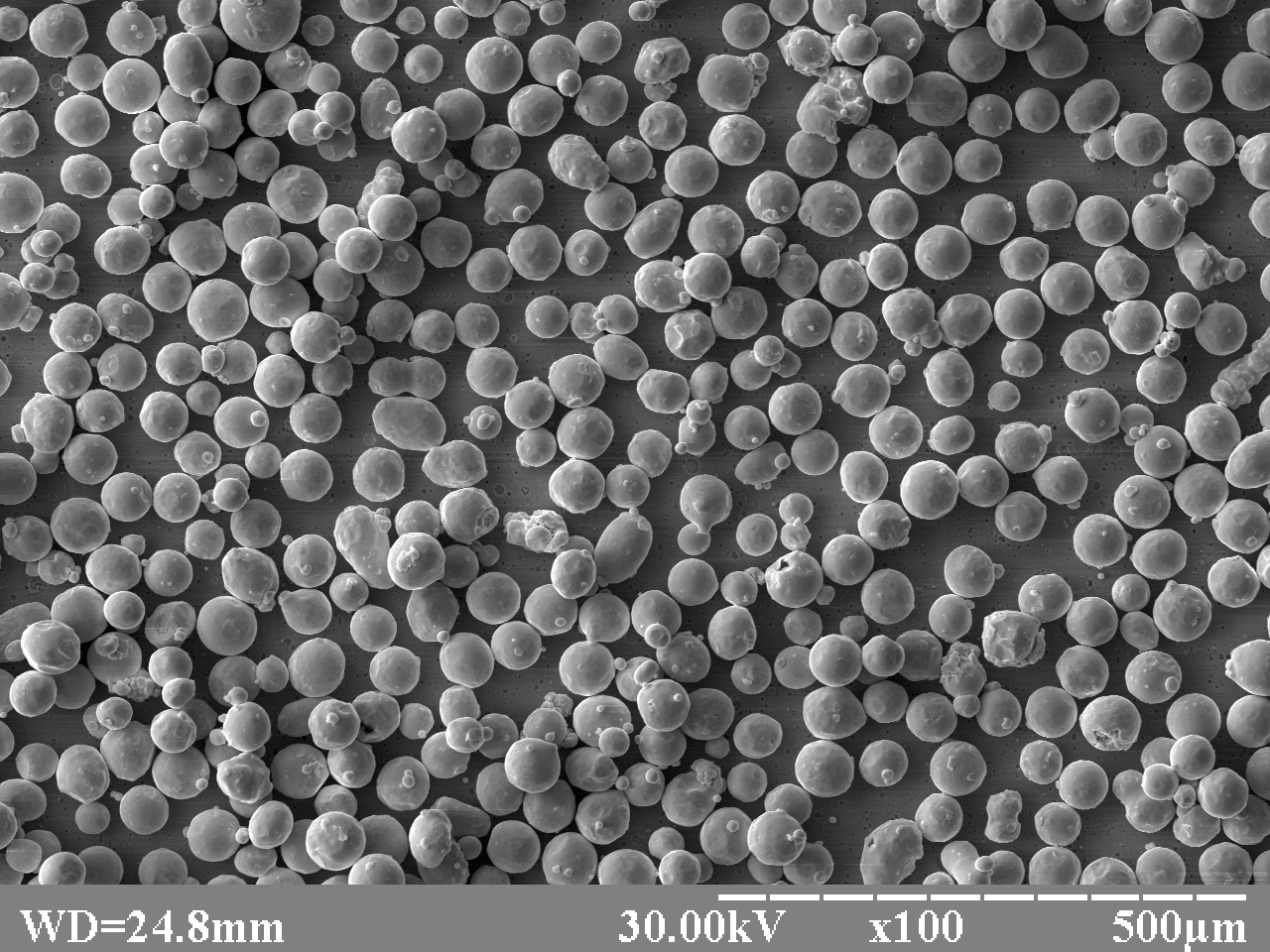
صورة مجهرية لمسحوق التيتانيوم Ti6Al4V

Ti-6Al-4V هو اسم مختصر لسبيكة من سبائك التيتانيوم، وهو يشير إلى بالإضافة إلى الرمز الكيميائي للتيتانيوم إلى رمزي عنصري الألومنيوم والفاناديوم الكيميائيين مع النسبة التقريبية الوزنية لكليهما في السبيكة.
تمتاز هذه السبيكة بارتفاع مقاومتها النوعية وهي ثابتة بشكل جيد جداً ضد التآكل. تحمل هذه السبيكة أيضاً عدداً من الرموز الأخرى، فهي تسمى وفق نظام الترقيم الموحد للسبائك (unified numbering system (UNS)) باسم R56400؛ كما تدعى أيضاً TC4 و Ti64.
يتراوح محتوى الفاناديوم في السبيكة بين 3.5-4.5%، والألومنيوم بين 5.5-6.75%؛ كما قد توجد نسب صغيرة من عناصر أخرى مثل (الحديد (0.3%) والأكسجين (0.2%) والكربون (0.08%) والنتروجين (0.05%) والهيدروجين (0.015%) والإتريوم (0.005%).